# Dumitru Crudu
Dumitru Crudu (n. 8 noiembrie 1967, Florițoaia Nouă, raionul Ungheni, RSS Moldovenească, URSS) este un poet și dramaturg de limbă română din Republica Moldova. A fost student în Chișinău, Tbilisi, Brașov și a fost masterand la Sibiu.  Este câștigător al Concursului de dramaturgie „Cea mai bună piesă românească a anului”, organizat de Uniunea Teatrală din România (UNITER) și de Fundația Principesa Margareta a României, ediția 2003. Este membru al Uniunii Scriitorilor și al Uniunii Teatrale din Republica Moldova, cât și al ASPRO. Comentator cltural la Radio Europa Liberă, biroul din Republica Moldova. Este Redactor șef al Revistei Timpul (din România - fondat 15 martie 1876) și coordonatorul Atelierului de poezie Vlad Ioniță. A făcut parte din colegiul de redacție al revistei web „Tiuk! (k-avem kef)”.

## Studii și activitate literară
Dumitru Crudu și-a făcut studiile la Universitatea de Stat din Moldova, Facultatea de Litere (1985-1988), ulterior la Universitatea din Tbilisi, Facultatea de Jurnalism (1988-1991) și la Universitatea „Transilvania” din Brașov, Facultatea de Litere (1992-1997).  
A debutat editorial cu placheta de versuri Falsul Dimitrie (1994). Au urmat și alte volume de poezie: E închis, vă rugăm, nu insistați (1994), Șase cântări pentru cei care vor să închirieze apartamente (1996, volum pentru care a luat Premiul pentru experiment, ASPRO), precum și volume de dramaturgie:  Salvați Bostonul (2000), Crimă sângeroasă din stațiunea violetelor (2001), Un concert la violă pentru câini (2004) etc.
Piesele de teatru semnate de Dumitru Crudu sunt montate în România, Italia și Republica Moldova. După piesa cu același titlu Alegerea lui Alexandru Suțțo, Dominic Dombinschi a realizat un film televizat în România.  
În 1999 lansează, împreună cu Marius Ianuș, un curent literar nou - fracturismul, printr-un manifest publicat în revistele Paralela 45 și Vatra.     
Între timp, devine membru al Asociației Scriitorilor Profesioniști din România (ASPRO), apoi membru al Uniunii Scriitorilor din Republica Moldova, precum și membru al Uniunii Teatrale din Republica Moldova.    

## Cărți publicate
- Falsul Dimitrie, poezie (Tg Mureș, 1994)
- E închis vă rugăm nu insistați (Constanța, 1994)
- Șase cântări pentru cei care vor sa închirieze apartamente (Pitești, 1996)
- Salvați Bostonul (Chișinău, 2000)
- Crima sângeroasă din stațiunea violetelor (Chișinău, 2001)
- Falsul Dimitrie Crudu (București, 2003)
- Pooooooooooate, poezie (București, 2004)
- Alegerea lui Alexandru Suțțo, teatru (București 2004)
- Duelul și alte texte, teatru (Cluj, 2004)
- Un concert la violă pentru câini (Chișinău, 2004)
- Steaua fără ... Mihail Sebastian, teatru (București, 2006), ed. Cartea Românească, București
- Oameni ai nimănui (Chișinău, 2007)
- Măcel in Georgia, proză (Iași, 2008), ed. Polirom
- Oameni din Chișinău (2012)[8]
- Un american la Chișinău(2013)
- Salutări lui Troțki (2016)
- Ziua de naștere a lui Mihai Mihailovici (2019)
- Moi, j'ai tue Hitler (2021)
- Margareta noastră (2021)
- Ora cinci și șapte minute (2024)
- Tu și alte femei (2025)

## Traduceri în Germană
- Cantos, Traducere de Christian W. Schenk, DIONYSOS – 2023, Boppard pe Rin, ISBN  9798392494767;

- Streiflicht – Eine Auswahl zeitgenössischer rumänischer Lyrik (81 rumänische Autoren), - "Lumina piezișă", antologie bilingvă cuprinzând 81 de autori români în traducerea lui Christian W. Schenk, Dionysos Verlag 1994, ISBN 3980387119;

- Pieta - Eine Auswahl rumänischer Lyrik, trad. Christian W. Schenk, Dionysos, Boppard, 2018, ISBN 9781977075666;

- Rosarien, Eine Anthologie der rumänischen Gegenwartslyrik 2020, Übersetzer: Christian W. Schenk, DIONYSOS – 2020 Boppard am Rhein, ISBN 9798649287029